# Hoboken (Geòrgia)
Hoboken és una ciutat al comtat de Brantley a l'estat de Geòrgia (Estats Units). Segons el cens del 2000 tenia 463 habitants.

## Demografia
Segons el cens del 2000, Hoboken tenia 463 habitants, 183 habitatges, i 142 famílies. La densitat de població era de 51,2 habitants/km².
Dels 183 habitatges en un 30,1% hi vivien nens de menys de 18 anys, en un 63,9% hi vivien parelles casades, en un 8,7% dones solteres, i en un 22,4% no eren unitats familiars. En el 21,3% dels habitatges hi vivien persones soles el 5,5% de les quals corresponia a persones de 65 anys o més que vivien soles. El nombre mitjà de persones vivint en cada habitatge era de 2,53 i el nombre mitjà de persones que vivien en cada família era de 2,92.
Per edats la població es repartia de la següent manera: un 24% tenia menys de 18 anys, un 7,8% entre 18 i 24, un 24,6% entre 25 i 44, un 31,3% de 45 a 60 i un 12,3% 65 anys o més.
L'edat mediana era de 40 anys. Per cada 100 dones de 18 o més anys hi havia 96,6 homes.
La renda mediana per habitatge era de 26.818 $ i la renda mediana per família de 33.750 $. Els homes tenien una renda mediana de 22.917 $ mentre que les dones 20.089 $. La renda per capita de la població era de 14.496 $. Entorn del 14,9% de les famílies i el 20% de la població estaven per davall del llindar de pobresa.

## Poblacions properes
El següent diagrama mostra les poblacions més properes.